# Grande Prêmio do Barém de 2014
O Grande Prêmio do Barém de 2014 (formalmente denominado 2014 Formula 1 Gulf Air Bahrain Grand Prix) foi uma corrida de Fórmula 1 realizada em 6 de abril de 2014 no Circuito Internacional do Barém, em Sakhir, Barém. Foi a 900ª prova da categoria e terceira etapa da temporada de 2014.
Esta edição foi disputada à noite em comemoração à décima edição do evento. As etapas de Cingapura e Emirados Árabes Unidos também são disputadas à noite.
A vitória foi disputada intensamente entre os companheiros de equipe Nico Rosberg e Lewis Hamilton. Este último, que largou em segundo, assumiu a liderança logo na primeira curva. Rosberg empreendeu várias tentativas de ultrapassa-lo. Nas voltas finais, mesmo utilizando pneus macios - e Hamilton com pneus médios, forçou mas não obteve êxito em retomar a liderança.
O carro de segurança interveio na corrida após a colisão de Pastor Maldonado em Esteban Gutiérrez na volta 42.

## Pneus
| Nome do composto | Cor | Banda de rolamento | Condições de Tempo | Dry Type | Aderência | Longevidade |
| ---------------- | --- | ------------------ | ------------------ | -------- | --------- | ----------- |
| Macio            |     | Slick (P Zero)     | Seco               | Soft     | Médio     | Médio       |
| Médio            |     | Slick (P Zero)     | Seco               | Medium   | Médio     | Médio       |

## Resultados

### Treino Classificatório
| Pos.                     | Nu. | Piloto            | Construtor           | Q1       | Q2       | Q3       | Grid |
| ------------------------ | --- | ----------------- | -------------------- | -------- | -------- | -------- | ---- |
| 1                        | 6   | Nico Rosberg      | Mercedes             | 1:35.439 | 1:33.708 | 1:33.185 | 1    |
| 2                        | 44  | Lewis Hamilton    | Mercedes             | 1:35.323 | 1:33.872 | 1:33.464 | 2    |
| 3                        | 3   | Daniel Ricciardo  | Red Bull-Renault     | 1:36.220 | 1:34.592 | 1:34.051 | 131  |
| 4                        | 77  | Valtteri Bottas   | Williams-Mercedes    | 1:34.934 | 1:34.842 | 1:34.247 | 3    |
| 5                        | 11  | Sergio Pérez      | Force India-Mercedes | 1:34.998 | 1:34.747 | 1:34.346 | 4    |
| 6                        | 7   | Kimi Räikkönen    | Ferrari              | 1:35.234 | 1:34.925 | 1:34.368 | 5    |
| 7                        | 22  | Jenson Button     | McLaren-Mercedes     | 1:35.699 | 1:34.714 | 1:34.387 | 6    |
| 8                        | 19  | Felipe Massa      | Williams-Mercedes    | 1:35.085 | 1:34.842 | 1:34.511 | 7    |
| 9                        | 20  | Kevin Magnussen   | McLaren-Mercedes     | 1:35.288 | 1:34.904 | 1:34.712 | 8    |
| 10                       | 14  | Fernando Alonso   | Ferrari              | 1:35.251 | 1:34.723 | 1:34.992 | 9    |
| 11                       | 1   | Sebastian Vettel  | Red Bull-Renault     | 1:35.549 | 1:34.985 |          | 10   |
| 12                       | 27  | Nico Hülkenberg   | Force India-Mercedes | 1:34.874 | 1:35.116 |          | 11   |
| 13                       | 26  | Daniil Kvyat      | Toro Rosso-Renault   | 1:35.395 | 1:35.145 |          | 12   |
| 14                       | 25  | Jean-Éric Vergne  | Toro Rosso-Renault   | 1:35.815 | 1:35.286 |          | 14   |
| 15                       | 21  | Esteban Gutiérrez | Sauber-Ferrari       | 1:36.567 | 1:35.891 |          | 15   |
| 16                       | 8   | Romain Grosjean   | Lotus-Renault        | 1:36.654 | 1:35.908 |          | 16   |
| 17                       | 13  | Pastor Maldonado  | Lotus-Renault        | 1:36.663 |          |          | 17   |
| 18                       | 99  | Adrian Sutil      | Sauber-Ferrari       | 1:36.840 |          |          | 222  |
| 19                       | 10  | Kamui Kobayashi   | Caterham-Renault     | 1:37.085 |          |          | 18   |
| 20                       | 17  | Jules Bianchi     | Marussia-Ferrari     | 1:37.310 |          |          | 19   |
| 21                       | 9   | Marcus Ericsson   | Caterham-Renault     | 1:37.875 |          |          | 20   |
| 22                       | 4   | Max Chilton       | Marussia-Ferrari     | 1:37.913 |          |          | 21   |
| Tempo dos 107%: 1:41.515 |     |                   |                      |          |          |          |      |
| Fonte:                   |     |                   |                      |          |          |          |      |

Notas
- ↑1  —Daniel Ricciardo foi punido com a perda de dez posições na largada pelo incidente no pit stop no GP anterior, o GP da Malásia.[5]
- ↑2  —Adrian Sutil foi punido com a perda de cinco posições na largada por bloquear Romain Grosjean no Q1.[6]

### Corrida
| Pos.   | Nu. | Piloto            | Construtor           | Voltas | Tempo/Retirado | Grid | Pontos |
| ------ | --- | ----------------- | -------------------- | ------ | -------------- | ---- | ------ |
| 1      | 44  | Lewis Hamilton    | Mercedes             | 57     | 1:38:42.743    | 2    | 25     |
| 2      | 6   | Nico Rosberg      | Mercedes             | 57     | +1.085         | 1    | 18     |
| 3      | 11  | Sergio Pérez      | Force India-Mercedes | 57     | +24.067        | 4    | 15     |
| 4      | 3   | Daniel Ricciardo  | Red Bull-Renault     | 57     | +28.489        | 13   | 12     |
| 5      | 27  | Nico Hülkenberg   | Force India-Mercedes | 57     | +29.654        | 11   | 10     |
| 6      | 1   | Sebastian Vettel  | Red Bull-Renault     | 57     | +29.879        | 10   | 8      |
| 7      | 19  | Felipe Massa      | Williams-Mercedes    | 57     | +31.265        | 7    | 6      |
| 8      | 77  | Valtteri Bottas   | Williams-Mercedes    | 57     | +31.876        | 3    | 4      |
| 9      | 14  | Fernando Alonso   | Ferrari              | 57     | +32.595        | 9    | 2      |
| 10     | 7   | Kimi Räikkönen    | Ferrari              | 57     | +33.462        | 5    | 1      |
| 11     | 26  | Daniil Kvyat      | Toro Rosso-Renault   | 57     | +41.342        | 12   |        |
| 12     | 8   | Romain Grosjean   | Lotus-Renault        | 57     | +43.143        | 16   |        |
| 13     | 4   | Max Chilton       | Marussia-Ferrari     | 57     | +59.909        | 21   |        |
| 14     | 13  | Pastor Maldonado  | Lotus-Renault        | 57     | +1:02.803      | 17   |        |
| 15     | 10  | Kamui Kobayashi   | Caterham-Renault     | 57     | +1:27.900      | 18   |        |
| 16     | 17  | Jules Bianchi     | Marussia-Ferrari     | 56     | +1 volta       | 19   |        |
| 17     | 22  | Jenson Button     | McLaren-Mercedes     | 55     | +2 voltas      | 6    |        |
| Ret    | 20  | Kevin Magnussen   | McLaren-Mercedes     | 39     |                | 8    |        |
| Ret    | 21  | Esteban Gutiérrez | Sauber-Ferrari       | 39     |                | 15   |        |
| Ret    | 9   | Marcus Ericsson   | Caterham-Renault     | 33     |                | 20   |        |
| Ret    | 25  | Jean-Éric Vergne  | Toro Rosso-Renault   | 17     |                | 14   |        |
| Ret    | 99  | Adrian Sutil      | Sauber-Ferrari       | 16     |                | 22   |        |
| Fonte: |     |                   |                      |        |                |      |        |

## Tabela do campeonato após a corrida
Observe que somente as cinco primeiras posições estão incluídas na tabela.
| Pos | Piloto          | Pontos | Var     |
| --- | --------------- | ------ | ------- |
| 1   | Nico Rosberg    | 61     | Estável |
| 2   | Lewis Hamilton  | 50     | Estável |
| 3   | Nico Hülkenberg | 28     | 3       |
| 4   | Fernando Alonso | 26     | 1       |
| 5   | Jenson Button   | 23     | 1       |

| Pos | Construtor           | Pontos | Var     |
| --- | -------------------- | ------ | ------- |
| 1   | Mercedes             | 111    | Estável |
| 2   | Force India-Mercedes | 44     | 3       |
| 3   | McLaren-Mercedes     | 43     | 1       |
| 4   | Red Bull–Renault     | 35     | 2       |
| 5   | Ferrari              | 33     | 2       |